# Nacer de nuevo
Nacer de nuevo (Colombia, 1987) es un documental colombiano realizado por la directora Marta Rodríguez sobre la vida de una mujer de setenta y un años después de la explosión del volcán Nevado del Ruiz.

## Sinopsis
La obra describe la vida de una mujer de más de setenta años, María Eugenia, en una tienda de campaña tras perder su vivienda en la explosión del volcán colombiano Nevado del Ruíz, en Armero. La férrea voluntad de vivir de la mujer expresa y describe la resiliencia vital como valor humano. La película integra la realidad documental con la ficción y continúa la trayectoria profesional de Marta Rodríguez tras morir su compañero Jorge Silva con el que hasta entonces había rodado numerosas obras como dúo Marta Rodríguez y Jorge Silva.

## Desarrollo
En 1985 la explosión del volcán Nevado del Ruiz mata a más de 25 000 personas y deja sin vivienda a muchas personas. Tras el desastre, un primer servicio de ayudas instala tiendas de campaña para habilitar viviendas temporales a los afectados, en asentamientos informales. Después se empiezan a construir nuevas viviendas pero se exigen garantías de pago, por lo que hay personas, como la protagonista de Nacer de nuevo, María Eugenia, que continúan viviendo en la tienda de campaña, ante la imposibilidad de avalar el pago de una nueva vivienda. 
Después de haber vivido el desastre causado por la explosión del volcán Nevado del Ruiz, María Eugenia expresa su voluntad de volver a tener la casa que tuvo. La película describe las actividades cotidianas de la mujer, su trabajo, sus paseos y además, nos cuenta su pensamiento vital. La importancia de la valentía, de afrontar con valor las situaciones y su deseo de seguir trabajando. La relación de María Eugenia con su vecino Carlos, en la misma situación que ella tras el desastre, viviendo también en uno de los asentamientos irregulares de tiendas de campaña instalados por la Cruz Roja.
María Eugenia Vargas representa el tesón por vivir con una expresividad elocuente que no necesitó guion, su convivencia en la carpa con los animales a los que cuida. Contrasta su actitud con la de su vecino Carlos de 76 años, acostado y reticente a seguir viviendo en estas condiciones. Nacer de Nuevo desarrolla el mito del Ave Fénix como símbolo que renace de las cenizas, el renacer sobre las cenizas del volcán en Armero, de esta mujer valiente.
Realizado por la directora colombiana Marta Rodríguez, es una obra representativa de esta cineasta y documentalista. En la línea de documentar la vida de los explotados, los campesinos, o simplemente los pobres. En esta caso dos personas de más de setenta años siguen viviendo en una tienda de campaña por su pobreza, por no tener suficiente dinero para comprar una nueva casa tras haber perdido todo lo que tenían en la explosión del volcán.

## Ficha técnica
|                    | Datos                                                              |
| ------------------ | ------------------------------------------------------------------ |
| Realización        | Marta Rodríguez                                                    |
| Guion              | Marta Rodríguez, Jorge Camelo                                      |
| Fotografía         | Jorge Silva, Juan José Vejarano                                    |
| Foto fija          | Lucas Silva                                                        |
| Sonido             | Ignacio Jiménez, Sara Silva                                        |
| Montaje            | Gabriel González Balli, Marta Rodríguez, Piedad Ávila, Lucas Silva |
| Música original    | Ivonne Caicedo                                                     |
| Producción         | Fundación Cine Documental / Investigación Social                   |
| Coproducción       | FOCINE (compañía de fomento cinematográfico)                       |
| Formato            | 16mm                                                               |
| Idioma             | Español                                                            |
| Duración           | 30 minutos                                                         |
| Color              | Color                                                              |
| Año de realización | 1986 - 1987                                                        |

## Reconocimientos
- 1986 Premio de la alcaldía de Leipzig en el Festival Internacional de Leipzig, Alemania.